# یواس‌ان‌اس کامبرلند (تی-ای‌او-۱۵۳)
یواس‌ان‌اس کامبرلند (تی-ای‌او-۱۵۳) (به انگلیسی: USNS Cumberland (T-AO-153)) یک کشتی بود که طول آن ۵۲۳ فوت ۶ اینچ (۱۵۹٫۵۶ متر) بود. این کشتی در سال ۱۹۴۴ ساخته شد.